# 26. јун
26. јун (26.6.) је 177. дан године по грегоријанском календару (178. у преступној години). До краја године има још 188 дана.

## Догађаји
- 363 — Римски цар Јулијан је убијен током повлачења из Сасанидске Персије, а на римски престо ступио Јовијан, једини римски цар рођен у Сингидунуму (данашњем Београду).
- 1409 — Католичка црква је упала у двоструку шизму како је Петрос Филаргос устоличен за папу Александра V на концилу у Пизи, поред папе Гргура XII у Риму и папе Бенедикта XII у Авињону.
- 1541 — У борби за власт шпанских конкистадора, у Лими убијен освајач Перуа и оснивач града Лима Франсиско Пизаро.
- 1690 — У Београду, на Калемегдану, одржан велики српски народно-црквени сабор на којем је одлучено да се прихвати позив аустријског цара Леополда на заједничку борбу против Турака, али са територије Угарске.
- 1831 — Леополд I од Белгије постао први краљ Белгије
- 1843 — Хонгконг проглашен британском краљевском колонијом, са Хенријем Потинџером као првим гувернером.
- 1848 — У Румунији, гувернер револуције у Букурешту ослободио Роме ропства.
- 1848 — У Румунији прихваћена застава која изгледа као данашња, вертикална тробојка са плавом, жутом и црвеном бојом.
- 1858 — Потписивањем мировног уговора у Тјенцину завршен Други опијумски рат. Кина се уговором обавезала да отвори нове луке за европску трговину и да легализује увоз опијума.
- 1867 — Са Београдске тврђаве скинута турска застава, која се четири века вијорила над градом. Три месеца раније Турци су предали кључеве Београда кнезу Михаилу Обреновићу, али је на Београдској тврђави поред српске остала турска застава.
- 1877 — У ослободилачком рату Србије и Црне Горе против Турске (1876—78) Црногорци су код Спужа потукли турску војску коју је предводио заповедник Скадра Сулејман паша.
- 1881 — Српски кнез Милан Обреновић закључио са Аустроугарском "Тајну конвенцију" којом се Србија обавезала да ће престати са агитацијом у Босни и Херцеговини и да неће закључити ниједан међународни споразум супротан интересима Беча. За узврат је добио подршку у проглашењу краљевине и независност Српске православне цркве од Цариградске патријаршије.
- 1906 — У француском граду Ле Ман одржана је прва аутомобилска Гран при трка.
- 1917 — На Солунском пољу стрељани генералштабни пуковник српске војске Драгутин Димитријевић Апис и мајори Љубомир Вуловић и Раде Малобабић, који су пред војним судом осуђени на казну смрти због наводног атентата на регента Александра Карађорђевића.
- 1941 — Финска се придружила Немачкој у Другом светском рату и објавила рат Совјетском Савезу у којем је учествовала три године.
- 1945 — У Сан Франциску су представници 50 земаља, укључујући Југославију, потписали Повељу о оснивању УН, која је ступила на снагу 24. октобра.
- 1960 — Лаврентиј Берија, шеф МВД-а, је ухапшен по налогу Никите Хрушчова и других чланова Политбироа.
- 1960 — Бивша француска колонија Мадагаскар је стекла независност као Малгашка Република; британски протекторат Сомалиленд постао је независна држава, а 1. јула се ујединио с Италијанском Сомалијом под називом Сомалија.
- 1970 — Александер Дупчек, лидер чехословачког реформистичког покрета ("прашко пролеће") искључен је из Комунистичке партије Чехословачке.
- 1977 —
  - Афричка држава Џибути стекла је независност после 117 година француске владавине.
  - Амерички певач Елвис Пресли одржао свој последњи концерт у Индијанаполису. Умро је два месеца касније.
- 1991 — ЈНА је кренула у акцију у Десетодневном рату да спречи одвајање Словеније од СФРЈ.
- 1992 — Током рата у Босни, генерални секретар УН Бутрос Бутрос-Гали позвао је босанске Србе да у року од 48 сати зауставе офанзиву на Сарајево, а босанске Муслимане да деблокирају сарајевски аеродром.
- 2000 — Научници из 18 земаља декодирали су 85% људског генома, чиме је отворена нова ера у људској медицини. У научним круговима у свету оцењено је да дешифровање људског генома представља највеће откриће у историји човечанства.
- 2001 — Представници седам земаља Балкана (СРЈ, БиХ, Албаније, Бугарске, Хрватске, Македоније и Румуније) потписали су, у оквиру Пакта за стабилност југоисточне Европе, Меморандум о разумевању о слободној трговини. БиХ, СРЈ и Хрватска потписале су споразум којим се обавезују да реше проблем 1,2 милиона избеглих и расељених лица током ратова у бившој СФРЈ (1991—95).
- 2004 — После 14 година прекида, у хрватски град Сплит стигао је први воз из Београда.

## Рођења
- 1817 — Бранвел Бронте, енглески сликар и песник. (прем. 1848)
- 1824 — Вилијам Томсон, 1. барон Келвин, британски физичар. (прем. 1907)[1]
- 1866 — Џорџ Херберт, 5. гроф од Карнарвона, енглески египтолог и археолог. (прем. 1923)[2]
- 1892 — Перл Бак, америчка књижевница, добитница Нобелове награде за књижевност (1938). (прем. 1973)[3]
- 1908 — Салвадор Аљенде, чилеански политичар и лекар, председник Чилеа (1970—1973). (прем. 1973)[4]
- 1922 — Еленор Паркер, америчка глумица. (прем. 2013)[5]
- 1925 — Волфганг Унцикер, немачки шахиста. (прем. 2006)[6]
- 1933 — Клаудио Абадо, италијански диригент. (прем. 2014)[7]
- 1933 — Раша Попов, српски књижевник, публициста, глумац и новинар. (прем. 2017)[8]
- 1937 — Роберт Колман Ричардсон, амерички експериментални физичар, добитник Нобелове награде за физику (1996). (прем. 2013)[9]
- 1951 — Памела Белвуд, америчка глумица.[10]
- 1953 — Роберт Дави, амерички глумац.[11]
- 1956 — Крис Ајзак, амерички музичар и глумац.[12]
- 1961 — Грег Лемонд, амерички бициклиста.[13]
- 1963 — Горан Раичевић, српски атлетичар. (прем. 1999)[14]
- 1964 — Томи Макинен, фински рели возач.[15]
- 1966 — Дани Бун, француски глумац, редитељ, сценариста и продуцент.[16]
- 1968 — Паоло Малдини, италијански фудбалер.[17]
- 1970 — Пол Томас Андерсон, амерички редитељ.[18]
- 1970 — Крис О'Донел, амерички глумац.[19]
- 1970 — Ник Оферман, амерички глумац, комичар, писац, сценариста и продуцент.[20]
- 1976 — Петар Каписода, црногорски рукометаш.[21]
- 1978 — Милош Кодемо, српски директор фотографије, сниматељ, фотограф и глумац.[22]
- 1979 — Валтер Херман, аргентински кошаркаш.[23]
- 1980 — Миња Милетић, српска ТВ водитељка и новинарка.
- 1980 — Џејсон Шварцман, амерички глумац, сценариста, продуцент и музичар.[24]
- 1983 — Фелипе Мело, бразилски фудбалер.[25]
- 1984 — Хосе Хуан Бареа, порторикански кошаркаш.[26]
- 1984 — Дерон Вилијамс, амерички кошаркаш.[27]
- 1984 — Индила, француска певачица.[28]
- 1984 — Обри Плаза, америчка глумица, комичарка, продуценткиња, редитељка и сценаристкиња.[29]
- 1987 — Самир Насри, француски фудбалер.[30]
- 1988 — Џејмс Фелдин, америчко-доминикански кошаркаш.[31]
- 1990 — Муфтау Јару, бенински кошаркаш.
- 1991 — Дијего Фалчинели, италијански фудбалер.[32]
- 1992 — Руди Гобер, француски кошаркаш.[33]
- 1992 — Џоел Кембел, костарикански фудбалер.[34]
- 1993 — Аријана Гранде, америчка музичарка и глумица.[35]
- 1993 — Александар Околић, српски одбојкаш.[36]
- 1996 — Дуоп Рит, аустралијско-јужносудански кошаркаш.[37]

## Смрти
- 363 — Јулијан, послењи римски цар одан паганској вери. (рођ. 331)[38]
- 1541 — Франциско Пизаро, шпански освајач. (рођ. отприлике 1475)[39]
- 1810 — Жозеф Мишел Монголфје, француски проналазач. (рођ. 1740)[40]
- 1830 — Џорџ IV, британски краљ. (рођ. 1762)[41]
- 1836 — Клод Жозеф Руже де Лил, француски официр, аутор „Марсељезе“. (рођ. 1760)[42]
- 1856 — Макс Штирнер, немачки филозоф, анархиста. (рођ. 1806)[43]
- 1905 — Јанко Веселиновић, српски писац. (рођ. 1862)
- 1917 — Драгутин Димитријевић Апис, српски официр и један од завереника против краља. (рођ. 1876).

## Празници и дани сећања
- Међународни празници
  - Међународни дан против злоупотребе дроге и трговине људима
  - Међународни дан за подршку жртвама насиља
- Српска православна црква слави:
  - Свету мученицу Аквилину
  - Светог Трифилија - епископа Леквусије Кипарске
  - Свету Ана са сином Јованом
- Државни празници неких земаља
  - Дан заставе Румуније
  - Дан војске Азербејџана
  - Дан независности Мадагаскара
  - Дан независности Сомалије